# Kian Soltani

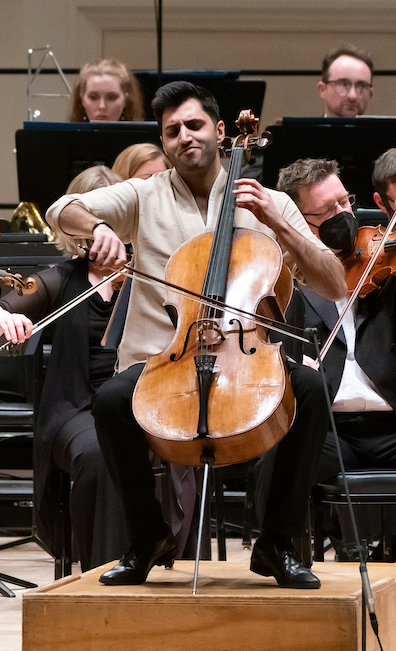
Kian Soltani (2022)

Kian Soltani (persisch کیان سلطانی; * 3. Juni 1992 in Bregenz) ist ein österreichischer Cellist.

## Leben
Soltani ist der Sohn iranischer Eltern, die ebenfalls Musiker sind. Er wuchs in Koblach auf und besuchte das Musikgymnasium Feldkirch. Im Alter von vier Jahren begann er mit dem Cellospiel. Mit zwölf Jahren nahm er an der Musik-Akademie der Stadt Basel ein Studium bei Ivan Monighetti auf, das er ab 2014 an der Kronberg Academy bei Frans Helmerson fortsetzte. Im selben Jahr gab er sein Debüt beim Kissinger Sommer, wo er mit dem Luitpoldpreis ausgezeichnet wurde. 2017 erhielt er den Leonard Bernstein Award des Schleswig-Holstein Musik Festivals und den Credit Suisse Young Artist Award für 2018, der auch ein Konzert mit den Wiener Philharmonikern im Rahmen des Lucerne Festivals beinhaltet.
Als Solist trat Soltani mit dem West-Eastern Divan Orchestra unter Leitung von Daniel Barenboim auf, mit der Basel Sinfonietta, dem Sinfonieorchester Liechtenstein, sowie dem Tonhalle-Orchester Zürich unter Neville Marriner und Paavo Järvi. 2019 trat er mit dem Philharmonischen Orchester von Luxemburg unter der Leitung von Ryan Bancroft auf.

## Auszeichnungen
- 2022: Opus Klassik in der Kategorie Innovatives Hörerlebnis für das Album Cello Unlimited.[6]

## Diskografie
- Home / Kian Soltani & Aaron Pilsan (2018)
- Mozart: Piano Quartets / Daniel Barenboim, Michael Barenboim, Yulia Deyneka & Kian Soltani (2018)
- Dvořák / Tschaikowsky: Klaviertrios / Lahav Shani, Renaud Capuçon, Kian Soltani (2019)
- Mozart: Piano Trios / Daniel Barenboim, Michael Barenboim, Kian Soltani (2019)